# ناحیه بنی ونیف
ناحیه بنی ونیف (به عربی: دائرة بنی ونیف) یک منطقهٔ مسکونی در الجزایر است که در استان بشار واقع شده‌است.